# Ектор Бонілья
Ектор Ерміліо Бонілья Ребентун (ісп. Héctor Hermilo Bonilla Rebentun; 14 березня 1939, Мехіко — 25 листопада 2022, там само) — мексиканський актор, режисер та політик.

## Життєпис
Народився 14 березня 1939 року у Мехіко в родині лікаря-гомеопата і вчительки, де був наймолодшим з шести дітей. Вивчав акторську майстерність у театральній школі Національного інституту витончених мистецтв та літератури (INBAL). 1962 року дебютував в кіно з невеликою роллю у комедійній драмі «Молоді і гарні» Фернандо Кортеса. 1967 року почав зніматися на телебаченні, з'явившись у серіалі «Звіринець». Із того часу виконав понад 100 ролей у фільмах та серіалах.
1975 року отримав премію Арієль як найкращий актор за роль у фільмі «Меридіан 100» Альфредо Хосковича. 1990 року вдруге отримав цю премію в цій же категорії за роль у кінодрамі «Червоний світанок» Хорхе Фонса. Того ж року нагороджений премією TVyNovelas як найкращий актор за роль у теленовелі «Будинок в кінці вулиці». 2000 року нагороджений цією премією як найкращий актор другого плану за роль в серіалі «Життя у дзеркалі».
Виступив режисером драматичного фільму «Моніка і професор» (2002), а також низки серіалів, найвідоміший з яких «Мій чоловік має сім’ю» (2017).
У 2016—2017 роках на посаді депутата Установчих зборів Мехіко (ісп. Asamblea Constituyente de la Ciudad de México).
2019 року удостоєний почесної премії Золотий Арієль за кар'єрні досягнення.
Ектор Бонілья помер 25 листопада 2022 року у Мехіко від раку нирки в 83-річному віці. Тіло було піддано кремації, церемонія прощання пройшла у Палаці образотворчих мистецтв.

## Особисте життя
У 1969—1978 роках Бонілья був одружений з акторкою Сокорро Бонілья. У пари народилися двоє дітей — дочка Леонор (1970) та син Серхіо (1974), які також стали акторами. Шлюб завершився розлученням. 1985 року одружився з акторкою Софією Альварес, яка народила сина Фернандо. Шлюб тривав до самої смерті актора.

## Вибрана фільмографія
| Рік  |     | Українська назва                         | Оригінальна назва                  | Роль                                                        |
| ---- | --- | ---------------------------------------- | ---------------------------------- | ----------------------------------------------------------- |
| 1962 | ф   | Молоді і гарні                           | Jóvenes y bellas                   | Самуель                                                     |
| 1967 | с   | Звіринець                                | La casa de las fieras              | Раміро                                                      |
| 1969 | ф   | Петсі, кохання моє                       | Patsy, mi amor                     | Герман                                                      |
| 1970 | с   | Кішка                                    | La gata                            | Паріс                                                       |
| 1972 | с   | Чаво з восьмого                          | El Chavo del 8                     | у ролі самого себе                                          |
| 1973 | с   | Знедолені                                | Los misersbles                     | Жерар                                                       |
| 1973 | ф   | Меридіан 100                             | Meridiano 100                      | Ель Рохо                                                    |
| 1974 | ф   | Різдвяна пісня                           | Canción de Navadad                 | Фред, племінник Скруджа                                     |
| 1975 | ф   | Я кохаю, ти кохаєш, нас...               | Yo amo, tu amo, nosotros...        | ліценціат Артуро Ларіос                                     |
| 1975 | с   | Палома                                   | Paloma                             | Алехандро                                                   |
| 1977 | ф   | Міна, вітер свободи                      | Mina, viento de libertad           | -                                                           |
| 1977 | ф   | Ранковий сеанс                           | Matinée                            | Акілес                                                      |
| 1978 | с   | Вівіана                                  | Viviana                            | Хорхе Армандо Монкада                                       |
| 1978 | ф   | Діти Санчеса                             | The Children of Sanchez            | Маріо                                                       |
| 1979 | ф   | Золотий нарукавник                       | Bloody Marlene                     | Тімоті Ліч                                                  |
| 1979 | ф   | Марія в моєму серці                      | María de mi corazón                | Ектор Рольдан                                               |
| 1981 | с   | Соледад                                  | Soledad                            | Хесус Санчес Фуентес                                        |
| 1982 | с   | Ванесса                                  | Vanessa                            | Лусіано де Сен-Жермен                                       |
| 1983 | с   | Пристрасна Ізабелла                      | La pasión de Isabela               | Адольфо Кастанедо                                           |
| 1986 | с   | Слава і пекло                            | La gloria y el infierno            | Мігель Вальярта                                             |
| 1987 | с   | Дика роза                                | Rosa salvaje                       | Брауліо Коваррубіас                                         |
| 1988 | с   | Будинок в кінці вулиці                   | La casa al final de la calle       | Сесар                                                       |
| 1990 | ф   | Червоний світанок                        | Rojo amanecer                      | Умберто                                                     |
| 1991 | с   | Спіймана                                 | Atrapada                           | Гонсало Родрігес                                            |
| 1995 | ф   | Подвійне відшкодування                   | Doble indemnización                | Домінго                                                     |
| 1998 | ф   | Нічні вогні                              | Luces de la noche                  | Едуардо                                                     |
| 1998 | с   | Сеньйора                                 | Señora                             | Омар Сервантес                                              |
| 2000 | с   | Дядько Альберто                          | El tio Alberto                     | Альберто Сотомайор                                          |
| 2000 | с   | Життя у дзеркалі                         | La vida en al espejo               | Хуліо Ескандон                                              |
| 2000 | ф   | Хроніка сніданку                         | Crónica de un desayuno             | Ернесто                                                     |
| 2003 | ф   | Ніч леді                                 | Ladies' Night                      | Карлос                                                      |
| 2004 | с   | Белінда                                  | Belinda                            | Роберто Арісменді                                           |
| 2005 | с   | Мачо                                     | Machos                             | Анхель Меркадер                                             |
| 2009 | мф  | Рататуй                                  | Ratatouille                        | Джанго (голос в мексиканській версії)                       |
| 2015 | ф   | Ще один, і ми йдемо                      | Una ultima y nos vamos             | Пічо                                                        |
| 2015 | док | Порфіріо Діас, 100 років без батьківщини | Porfirio Días, 100 años sin patria | Порфіріо Діас                                               |
| 2016 | ф   | 7:19                                     | 7:19                               | Мартін Соріано                                              |
| 2016 | ф   | Готель                                   | El hotel                           | батько Алекса                                               |
| 2016 | ф   | Книга джунглів                           | The Jungle Book                    | Балу (голос в мексиканській версії)                         |
| 2017 | мф  | Таємний світ Ани                         | Ana y Bruno                        | доктор Мендес (голос)                                       |
| 2017 | ф   | Коко                                     | Coco                               | дядько Оскар і дядько Феліпе (голос в мексиканській версії) |
| 2018 | с   | Володар неба                             | Señor de los Cielos                | Райо (Артуро Лопес)                                         |
| 2019 | ф   | Моле-де-Олья: оригінальний рецепт        | Mole de Olla, receta original      | сеньйор єпископ                                             |
| 2020 | ф   | Скажи мені, коли                         | Dime cuando tú                     | Хуанчо                                                      |
| 2021 | ф   | Нестерпного Різдва!                      | Una Navidad no tan padre           | дон Сервандо                                                |

Режисер
- 1983 — Коли діти йдуть (ісп. Cuando los hijos se van), телесеріал.
- 1995—1996 — Від усієї душі (ісп. Con toda el alma), телесеріал.
- 1996—1997 — Я припиню кохати тебе (ісп. Te dejaré de amar), телесеріал.
- 2002 — Моніка і професор (ісп. Mónica y el profesor).
- 2009 — Особливості Софії (ісп. Cuenta con Sofía), телесеріал.
- 2017 — Мій чоловік має сім’ю (ісп. Mi marido tiene familia), телесеріал.

## Нагороди та номінації
Арієль
- 1975 — Найкращий актор (Меридіан 100).
- 1978 — Номінація на найкращого актора (Ранковий сеанс).
- 1979 — Номінація на найкращого актора (Золотий нарукавник).
- 1991 — Найкращий актор (Червоний світанок).
- 1996 — Номінація на найкращого актора другого плану (Подвійне відшкодування).
- 1997 — Номінація на найкращого актора (Нічні вогні).
- 2019 — Золотий Арієль за кар'єрні досягнення.

TVyNovelas Awards
- 1983 — Номінація на найкращого актора (Ванесса).
- 1985 — Номінація на найкращого актора (Пристрасна Ізабелла).
- 1987 — Номінація на найкращого актора (Слава і пекло).
- 1990 — Найкращий актор (Будинок в кінці вулиці).
- 1999 — Номінація на найкращого актора другого плану (Сеньйора).
- 2000 — Найкращий актор другого плану (Життя у дзеркалі).